# マイケル・グリーン (俳優)
マイケル・グリーン（Michael Greene、1933年11月4日 - 2020年1月10日）は、アメリカ合衆国の俳優。

## 出演作品

### 映画
- L.A.大捜査線/狼たちの街
- ニューヨーク東8番街の奇跡
- パラドールにかかる月 (1988)
- EVE -イヴ- Eve of Destruction (1991)
- 刑事ベルモア/共謀者（デメイヨ警部）
- もういちど殺して（ヘンドリックス警部補）